# 陳道亨
陳 道亨（ちん どうこう、1552年 - 1628年）は、明代の官僚。字は孟起、号は蠡源。本貫は南昌府新建県。

## 生涯
1586年（万暦14年）、進士に及第した。刑部主事に任じられ、南京吏部郎中に転じた。同郷の鄧以賛・衷貞吉とともに南京の官にあって、当時の人に「江右三清」と称された。母が死去したため、辞職して喪に服したが、家を火災で失い、賃貸部屋を住居とした。冬もおしせまって家にとばりもなく、妻は葛の着物で、子とともに薪を拾い集めて燃やし、寒さをしのいだ。ある人が贈り物をしたが、道亨は拒否して受け取らなかった。湖広参政から山東按察使・山東右布政使となり、福建左布政使に転じたが、1銭も私物化することがなかった。1618年（万暦46年）、南京右副都御史として提督操江をつとめた。1620年（泰昌元年）、泰昌帝が即位すると、工部右侍郎に進み、河道を総督した。1621年（天啓元年）、黄河が霊璧双溝・黄舗で決壊すると、道亨は夫役を動員して堤を築いた。
1622年（天啓2年）、白蓮教の徐鴻儒の乱が起こると、道亨は済寧を守備し、各地の要害を抑え、水運を守った。反乱が鎮圧されると、俸給を加増されて銀幣を賜った。ほどなく南京兵部尚書に任じられ、最高級の政務に参与した。1624年（天啓4年）、楊漣らが魏忠賢の二十四大罪を数えて弾劾したが、かえって責めを負って失脚した。道亨はこのことに憤慨して上疏したが、天啓帝に聞き入れられなかった。1625年（天啓5年）、道亨は官を辞して帰郷した。1628年（崇禎元年）、死去した。享年は67。太子少保の位を追贈された。諡は清襄といった。
子の陳弘緒は、字を士業といい、晋州知州をつとめた。文名で知られた。